# Gouvernement provisoire (Russie)
 (décembre 2013).
Si vous disposez d'ouvrages ou d'articles de référence ou si vous connaissez des sites web de qualité traitant du thème abordé ici, merci de compléter l'article en donnant les références utiles à sa vérifiabilité et en les liant à la section « Notes et références ».
Empire russe, République russe
Mikhaïl Rodzianko Conseil des commissaires du peuple (Président : Vladimir Ilitch Lénine)
Le Gouvernement provisoire russe (3 mars 1917 (16 mars dans le calendrier grégorien) – 8 novembre 1917 (21 novembre dans le calendrier grégorien)) fut formé à Petrograd après l'abdication de Nicolas II et dirigea l'Empire russe qui devenait une éphémère République russe le 14 septembre 1917 (27 septembre dans le calendrier grégorien), avant d'être renversé par la révolution d'Octobre.

## Histoire
Pour un article plus général, voir Révolution russe.
Dès la révolution de Février, l'autorité politique commença à se fissurer en deux institutions rivales : la Douma d'État de l’Empire russe et le Soviet de Petrograd entrèrent en compétition pour le pouvoir.
Après l'abdication de l'empereur, le 15 mars puis celle de son frère le grand-duc Michel le lendemain, et selon la volonté de ce dernier, un gouvernement provisoire devait diriger le pays jusqu'à ce qu'une assemblée constituante ait déterminé la nouvelle forme de gouvernement en Russie. Dans ce but fut réuni le 27 février 1917 (12 mars dans le calendrier grégorien) le quatrième Comité temporaire de la Douma d'État, présidé par l'octobriste Mikhaïl Rodzianko.
Le gouvernement provisoire était chargé d'organiser les élections définissant cette assemblée. Son pouvoir fut en réalité limité par l'autorité croissante du Soviet de Petrograd. Celui-ci contrôlait l'armée, les usines et les voies ferrées et avait le soutien des ouvriers, ce qui fit de cette période une période de cohabitation, bien que le Soviet ait initialement soutenu le gouvernement provisoire.
Ce gouvernement fut d'abord dirigé par le prince Gueorgui Lvov puis par Aleksandr Kerenski. Il parvint à organiser les élections, mais pas à désengager la Russie de la Première Guerre mondiale, ce qui affaiblit sa popularité auprès du peuple, qui en supportait le poids. En fait, il lança même une offensive contre les armées allemande et austro-hongroise en juin 1917. Ce gouvernement renâclait à prendre des décisions politiques importantes, précisément parce qu'il était supposé être provisoire. Cette brèche fut exploitée aussi bien par la droite, sous la forme de l'affaire Kornilov, que par la gauche, qui mit fin au gouvernement provisoire par la révolution d'Octobre, transférant le pouvoir suprême aux soviets, alors aux mains des bolcheviks. Ces derniers remplacèrent le gouvernement par le leur. Jusqu'à la dissolution de l'assemblée constituante russe, le gouvernement bolchevique fut qualifié de « provisoire ».

## Formation du Gouvernement provisoire

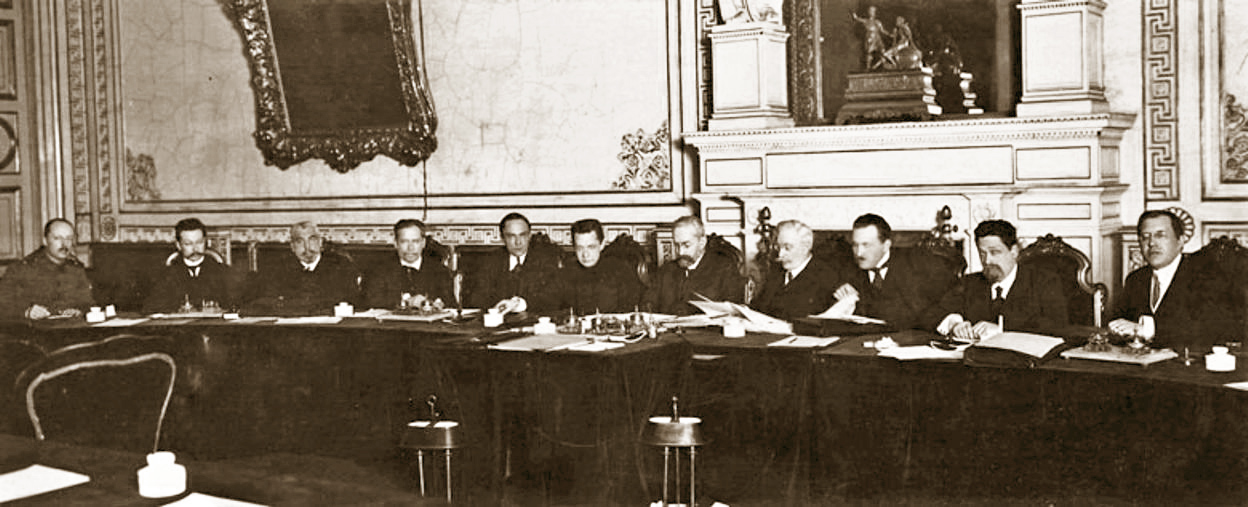
Le Gouvernement provisoire siégeant.

Ci-dessous, l'annonce de la formation du Gouvernement provisoire, telle que publiée dans les Izvestia du 3 mars 1917 (16 mars dans le calendrier grégorien).

« Annonce publique de la formation du premier gouvernement provisoire
Le Comité temporaire des membres de la Douma d'État, avec l'aide et le soutien de l'armée et des habitants de la capitale, a désormais atteint un tel succès contre les forces sombres de l'ancien régime qu'il est possible pour le comité d'entreprendre l'organisation d'un pouvoir exécutif plus stable.
Avec cet objectif à l'esprit, le Comité temporaire de la Douma d'État a désigné les personnes suivantes comme ministres du premier gouvernement représentant le peuple ; leurs activités politiques et publiques passées leur assurent la confiance du pays :
- Premier ministre et ministre de l'Intérieur : Gueorgi Evgenevitch Lvov (hors parti)
- Ministre des Affaires étrangères : Pavel Milioukov (Parti constitutionnel démocratique - « Kadet »)
- Ministre de la Guerre et de la Marine : Alexandre Goutchkov (octobriste)
- Ministre des Transports : Nikolaï Vissarionovitch Nekrassov (Kadet)
- Ministre du Commerce et de l'Industrie : Alexandre Ivanovitch Konovalov (en) (Kadet)
- Ministre des Finances : Mikhaïl Terechtchenko (hors parti)
- Ministre de l'Éducation : Andreï Manuilov (en) (Kadet)
- Haut-Procureur du Saint-Synode de Russie : V. N. Lvov (centriste)
- Ministre de l'Agriculture : Andreï Ivanovitch Chingarev (Kadet)
- Ministre de la Justice : Alexandre Kerenski (socialiste-révolutionnaire)

Le véritable travail du gouvernement sera guidé par les principes suivants :
1. Amnistie immédiate et complète dans toute affaire de nature politique ou religieuse, y compris les actes terroristes, mutineries militaires et révoltes paysannes, etc.
2. Liberté d'expression, de presse et de rassemblement, droit de former des unions et de faire grève et extension de la liberté politique aux personnes servant dans les forces armées, limitée seulement par les nécessités des circonstances militaires et techniques.
3. Abolition de toute restriction fondée sur la classe, la religion ou la nationalité.
4. Les dispositions immédiates pour la formation de l'assemblée constituante, sur la base du suffrage universel, équitable, direct et à bulletin secret, qui déterminera la forme du gouvernement et la constitution du pays.
5. La substitution d'une milice populaire à la police, avec des officiers élus responsables devant les organismes d'auto-gouvernement local.
6. Les élections des organismes d'auto-gouvernement local doivent être tenues sur la base du suffrage universel, équitable, direct et à bulletin secret.
7. Les unités militaires ayant pris part au mouvement révolutionnaire ne doivent être ni désarmées, ni retirées de Petrograd.
8. Tout en restant tenu à une discipline militaire stricte dans leur devoir et durant leur service militaire, les soldats doivent être libérés de toute restriction à l'exercice des droits civiques dont jouissent tous les autres citoyens.

Le gouvernement provisoire souhaite ajouter qu'il n'a aucunement l'intention de profiter de la situation militaire pour retarder de quelque manière que ce soit l'accomplissement des réformes et mesures exposées ci-dessus. »

Il y avait en tout seize ministres dans le gouvernement provisoire.

## Comité exécutif provisoire

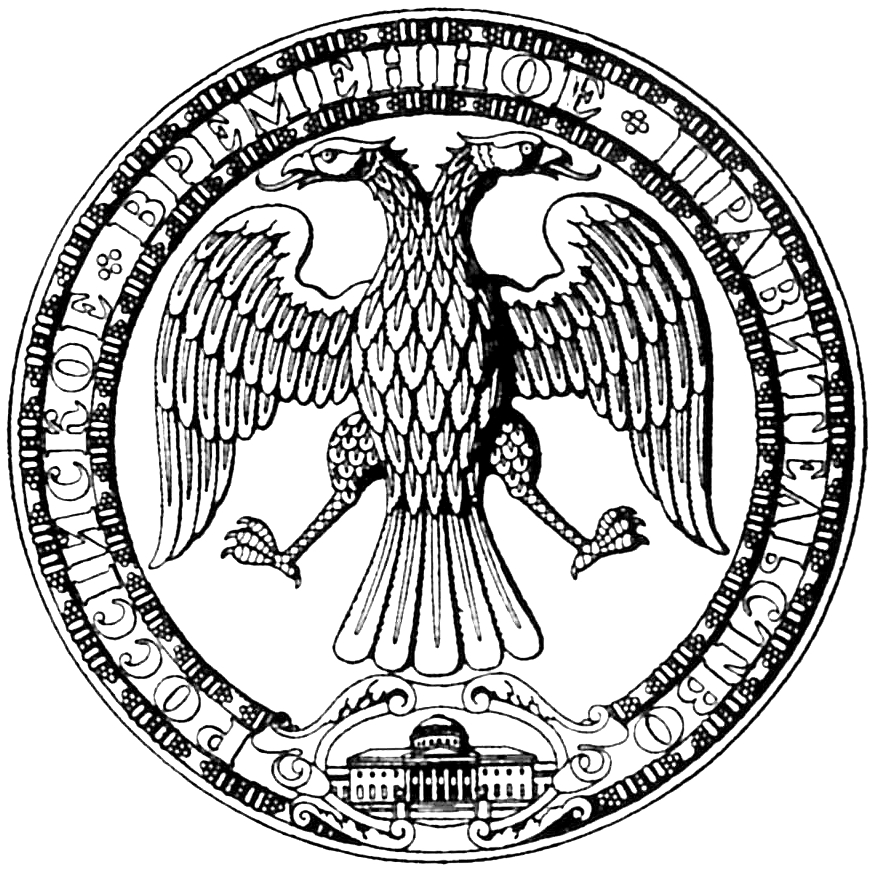
Sceau du gouvernement.

Le Comité exécutif provisoire abrégé en C.E.P. était constitué de députés sociaux-démocrates menchéviks, Nicolas Tcheidze (Nicolas Tchkhéidzé), président, et Skobelev, du travailliste Kerenski, de Gvozdev et des membres du C.C.I.G., du premier chef du Soviet de 1905 (Khrustalov-Nosar) et de quelques dirigeants socialistes de Pétrograd dont Sokolov et Pankov. Durant la révolution russe, le 27 février 1917, ils ont appelé au premier acte révolutionnaire des responsables socialistes avec leurs messages : « Citoyens ! Les représentants des ouvriers, des soldats et de la population, réunis à la Douma, déclarent que la première séance de vos délégués aura lieu aujourd'hui à 7 heures du soir à la Douma de l'Empire. Que tous les soldats qui sont passés du côté du peuple choisissent sans retard leurs députés, à raison d'un par compagnie. Que les usines choisissent leurs députés dans la proposition d'un par 1 000 ouvriers. Les usines de moins de 1 000 ouvriers enverront également un député ».

## Un gouvernement de coalition
Au mois de mai 1917, le gouvernement d'origine libérale devient coalition avec l'entrée d'Irakli Tsereteli, social-démocrate menchevik, nommé au ministère des Postes et des Télégraphes, puis à l'Intérieur ; et du fondateur du Parti socialiste révolutionnaire, Victor Tchernov, au ministère de l'Agriculture.

### Premiers ministres du gouvernement provisoire
- Prince Gueorgui Lvov (23 mars-21 juillet)
- Aleksandr Kerenski (21 juillet-8 novembre)